# خفاش‌ماهی باله‌بلند
خفاش‌ماهی باله‌بلند (نام علمی: Platax teira) نام یک گونه از تیره شینگ‌ماهیان است.